# Johannes Joneli
Johannes Joneli (* 30. Mai 1803 in der Rütte bei Därstetten; † 6. April 1870 in Bern) war ein Schweizer Lehrer.

## Leben
Johannes Joneli entstammte einer Familie, die aus Zweisimmen stammte; seine Eltern, Peter Joneli und Katharina (geb. Jutzener), zogen in die Rütte, wo Johannes Joneli bereits in jungen Jahren seine Begabung für das Lernen und seine Liebe zur Literatur entdeckte. Trotz der Anforderungen der Alpwirtschaft, die er für seinen Vater betrieb, hegte er den tiefen Wunsch, Lehrer zu werden.
Im Herbst 1825 trat er in die von Oberlehrer Kammer geleitete Normalschule in Wimmis ein. Dank seines  Fleisses und seiner Lernbereitschaft schloss er den einjährigen Vorbereitungskurs im Frühling 1826 mit Auszeichnung ab. Sofort wurde er an die Oberschule in Därstetten berufen, wo er schnell das Vertrauen der Eltern und die Zuneigung seiner Schüler gewann.
1826 heiratete Johannes Joneli Magdalena (geb. Teuscher) aus Därstetten, mit der er 43 Jahre lang eine glückliche Ehe führte; gemeinsam hatten sie sechs Töchter und drei Söhne.
Seine persönliche und berufliche Entwicklung war eng mit seinem Streben nach Bildung verbunden. Unter der Anleitung des Pfarrers Rudolf Lutz (1799–1875) setzte er seine Studien fort und wanderte dazu ein Jahr lang jede Woche in das fünf Stunden entfernte Sigriswil, um beim Organisten Johannes Amstutz das Orgelspiel zu erlernen. Diese Leidenschaft für die Musik und das Lernen zeugte von seinem Engagement für die persönliche Weiterbildung.
Im Jahr 1832 suchte Johannes Joneli eine neue Herausforderung und meldete sich an der Oberschule in Wangen an der Aare, wo er erfolgreich aus einem Konkurrenzexamen hervorging. Der Abschied von Därstetten fiel ihm schwer, insbesondere da seine Mutter kurz darauf starb. In Wangen engagierte er sich nicht nur im Unterricht, sondern auch in der Gemeinschaft, indem er eine Volksbibliothek stiftete und an der Gründung der Armenerziehungsanstalt Waisenhof mitwirkte.
Sein Umgang mit den Familien Rauscher und Rickli hatte einen tiefgreifenden Einfluss auf seine religiöse Entwicklung. Durch ihre Unterstützung fand er zu einer klaren christlichen Überzeugung, die sein weiteres Leben prägte.
1839 wurde er als erster Lehrer an die Oberschule in Nidau berufen. Dort wurde er schnell zu einer geschätzten Persönlichkeit, die mit Hingabe unterrichtete und sich in der Gemeinschaft engagierte; gemeinsam mit seinem Kollegen Johannes Dängeli (1811–1862) aus Aarberg, der später erster Direktor der Landwirtschaftlichen Schule Strickhof in Zürich, bildete er sich weiter. Er wurde Friedensrichter und Kirchenältester. Trotz politischer Stürme und Herausforderungen blieb Johannes Joneli in Nidau anerkannt und geschätzt.
1854 erhielt er einen Ruf an die Neue Mädchenschule in Bern, den er annahm, um die Ausbildung seiner Söhne zu erleichtern.
Johannes Jonelis Ansatz in der Lehre war geprägt von der Überzeugung, dass Bildung durch ständige Wiederholung und tiefes Verständnis erreicht wird. Seine Disziplin war stets sanft, aber bestimmt, und er wusste, wie er Schüler motivieren und unterstützen konnte.
Im Jahr 1866 wurde er, als Nachfolger von Jules Paroz (1824–1906), zum Direktor der Mädchenschule ernannt. In dieser Rolle führte er die Schule mit einem sanften, aber effektiven Führungsstil.
Johannes Joneli starb am 6. April 1870, nachdem er die Last seiner Arbeit und den Verlust mehrerer Kinder, darunter aller seiner Töchter, getragen hatte.